# Злая наука
«Злая наука» (англ. Wicked Science) — австралийский телесериал, премьера которого состоялась 24 февраля 2004. Сериал рассказывает о Тоби (Андрэ де Ванни) и Элизабет (роль исполняет Бриджет Невал), двух подростках, которые таинственным образом превратились в волшебников науки. Сериал первоначально транслировался на канале Network Ten с 2004 по 2006 год, затем он перешёл на Disney Channel, сериал также был показан на ABC1 и ABC2 в 7:00 утра в четверг. На Disney Channel Asia он транслировался до 2007 года.

## В ролях

### Главные роли
- Андре де Ванни — Тоби Джонсон, обычный подросток и главный герой сериала, который учится в средней школе Сэнди-Бей. Он был одним из двух студентов, вовлечённых в аварию после эксперимента на доисторическом камне, который сделал его гением. Его лучшие друзья — Рассел Скиннер и Дина Демерис. Он также влюблен в Бьянку, красивую девушку в своем классе.
- Бриджит Неваль — Элизабет Хоук, главная антагонистка сериала, также вовлечённая в аварию и превращённая в гения. В отличие от Тоби, она хочет использовать своего новообретённые способности, чтобы захватить школу. Она не любит всех, кроме Тоби, в которого она тайно влюблена. Она ревнует и демонстрирует, что пойдет на всё, чтобы получить то, что хочет.
- Бенджамин Шмидег — Рассел «Расс» Скиннер, лучший друг Тоби. Он любит кататься на скейтборде и есть пиццу. Хотя он не слишком умный, он верный и смелый друг.
- Саския Бурмайстер — Дина Демирис, подруга Тоби и Расса. Она умная, красивая, мальчики иногда действуют ей на нервы, и она ненавидит Элизабет. Она уезжает в Гонконг во втором сезоне и заменяется Сашей.
- Эмма Леонард — Верити Макгуайр, была лучшей подругой Элизабет с начальной школы и часто помогает Элизабет в её планах. Хотя она знает, что Элизабет заходит слишком далеко, у неё нет уверенности говорить об этом.
- Брук Сайкес — Гарт Кинг, тупой школьный хулиган. Он часто сговорен с Элизабет и выступает в качестве её шпиона. Он всегда готов к бою, особенно если речь идет о Рассе.
- Роберт ван Макеленберг — профессор Карл Тесслар, профессор физики в средней школе Сэнди-Бей.
- Женевьев Пико — директор Алекса Вайнер, директор средней школы Сэнди-Бей.
- Грета Ларкинс — Саша Джонсон, двоюродный брат Тоби, который переезжает в Сэнди-Бей во втором сезоне.

## Эпизоды
| Сезоны | Сезоны | Серии | Премьера        | Финал           |
| ------ | ------ | ----- | --------------- | --------------- |
|        | 1      | 26    | 2 июля 2004     | 24 декабря 2004 |
|        | 2      | 26    | 19 августа 2005 | 6 апреля 2006   |